# Малышко, Николай Алексеевич
Николай Алексеевич Малышко (укр. Микола Олексійович Малишко; родился 15 февраля 1938) — украинский скульптор и педагог, член Национального союза художников Украины с 1976 года, лауреат Национальной премии имени Шевченко.

## Ранняя жизнь и образование
Родился 15 февраля 1938 года в украинском селе Знаменовка. С юных лет он питал слабость к историческому искусству. Переехал Калининград, где его брат Антон работает артистом драматического театра. Свой первый творческий опыт он получил, помогая своему брату и сестре. Малышко окончил Днепропетровское художественное училище в 1961 году, а в 1967 году получил диплом Киевского национального художественного института. Малышко работает в области монументального искусства, графики и станковой живописи. После окончания института некоторое время работаел в Мариуполе.

## Искусство
Малышко в своем творчестве стремится к глубокому пониманию того, как время формирует и изменяет окружающий мир, и как эти изменения отражаются в современной действительности. Его внимание приковано к самым тонким нюансам временных процессов, которые неразрывно связаны с жизнью и развитием искусства.
Он верит, что истинное искусство должно идти за культурными и технологическими изменениями, отражая их суть и влияние на человеческое бытие. Для него важно не просто создать красивые или впечатляющие произведения, но и понять их глубокий смысл и значение в контексте современности.
В мире, где дигитализация и технологические новшества играют все более значимую роль, Малышко видит опасность потери связи с природой и духовными аспектами жизни. Его творчество становится своеобразным мостом между современным миром и вечными ценностями, напоминая о важности гармонии с природой и внутреннего баланса.
Через свое искусство он стремится не только выразить свои мысли и эмоции, но и провоцировать зрителя задуматься о смысле жизни, о взаимосвязи человека с миром и о его месте во вселенной. В этом его видении творчества кроется не только индивидуальная самореализация, но и стремление к общему просветлению и восприятию мира в целом.

## Карьера
В начале своей карьеры Малышко получает квартиру в Днепропетровске, устраивается на работу в архитектурно-художественную мастерскую горисполкома и начинает работать над интересными проектами. В частности, он проектирует в городском парке имени Чкалова и создает произведения по заказу Художественно-производственного комбината, подчиняющегося Художественному фонду УССР, в городах Павлограде и Орджоникидзе.
В 1975 году Малышко получает участок земли в Малютянке, что недалеко от Броваров, и по собственной инициативе приступает к строительству дома. Год спустя он вступил в монументально-орнаментальное отделение Союза советских художников Украины. Проект фасада механико-математического корпуса Киевского национального университета дает ему возможность воплотить свою идею в жизнь.
В начале 1970-х годов Малышко был членом неофициального художественного кружка в Киеве вместе с Борисом Плаксием, Иваном Марчуком, Феодосием Тетянычем и другими. Художники этой группы устраивали в своих резиденциях однодневные выставки и обсуждали свои произведения с узким кругом друзей. Вместе с Ниной Денисовой и Петром Гончаром с 1987 по 1990 год они ремонтировали дом на Андреевском спуске, и вчетвером они проводили мастер-классы до 2007 года
Малышко активно способствовал закладке основы нового поколения украинских скульпторов по дереву с 1993 года, демонстрируя свои творения на выставках в Германии, Венгрии и Австрии. работает в тандеме с «Мистецьким Арсеналом» и Арт-центром «Я Галерея». Среди его персональных выставок — «Колір Середовище» в галерее «Совіарт» в 1999 году, «Відлуння» в Украинском доме в 2005 году и «Сила людского духа: Скульптура, живопись» в Музее современного искусства Украины.
В период с 1998 по 2001 год Малышко сотрудничает со многими художниками, завершая росписи обновленного Михайловского Златоверхого монастыря в Киеве. Принимает участие в выставке «Украинское дерево» в Украинском доме в Киеве в 2005 году, где его скульптуры впервые представлены в широких рамках украинской деревянной пластики от барокко до современности. Соавтор (совместно с Назаром Билыком) проекта гранитного казачьего креста «Убитые сыны Украины», который был установлен в 2004 году у памятника Сандармоху в Республике Карелия. Среди художественных триумфов — надгробные кресты, которые служат памятником знатным воинам за независимость Украины, а также памятный крест в честь жертв Голодомора-геноцида 1933 года, который расположен в селе Мировка Кагарлыкского района Киевской области.
Малышко участвовал в Первой Киевской международной биеннале современного искусства «Арсенал 2012» со скульптурами. В рамках программы Международного фестиваля современного искусства (ФИАТ) 2014 года 14 деревянных скульптур были выставлены во Франции в художественной галерее Espace Croix Baragnon в Тулузе.